# PGC 1097822
LEDA/PGC 1097822 ist eine Galaxie im Sternbild Sextant südlich der Ekliptik. Sie ist schätzungsweise 636 Millionen Lichtjahre von der Milchstraße entfernt. Gemeinsam mit IC 609 bildet sie das optische Galaxienpaar Arp 44.

Im selben Himmelsareal befindet sich u. a. die Galaxie NGC 3243.